# USS Albany (CG-10)
O USS Albany foi um cruzador operado pela Marinha dos Estados Unidos. Sua construção começou em março de 1944 nos estaleiros da Bethlehem Shipbuilding em Quincy e foi lançado ao mar em junho de 1945, sendo comissionado na frota estadunidense no final de junho do ano seguinte. Ele foi inicialmente construído como o segundo cruzador pesado da Classe Oregon City e armado com uma variedade de canhões, mas posteriormente foi convertido no primeiro cruzador de mísseis guiados da Classe Albany e equipado com diferentes tipos de lançadores de mísseis.
O Albany passou a sua primeira década de serviço alternando períodos de exercícios na Costa Leste dos Estados Unidos com viagens de serviço para o Mar Mediterrâneo. Também realizou alguns cruzeiros para o Caribe e América do Sul. Entre 1958 e 1962 foi convertido em um cruzador de mísseis guiados, retornando ao serviço e continuando sua rotina anterior de exercícios e viagens ao Mediterrâneo. Entre 1976 e 1980 ficou permanentemente designado na Itália, sendo então descomissionado em agosto. Permaneceu inativo na reserva até ser desmontado em 1990.